# 연개소문
연개소문(淵蓋蘇文, ?~ 665년)은 고구려 말기의 장군이자 정치인이다. 일명 개금(蓋金)으로도 불린다.
중국의 《구당서》, 《신당서》 및 《자치통감》 등의 사서와, 이를 토대로 재편집한 《삼국사기》 열전에는 중국 당나라 고조의 이름 '연(淵)'자를 피휘하기 위해 천개소문(泉蓋蘇文)으로 기록하였다. 일본의 사서인 《일본서기》에는 이리가수미(伊梨柯須彌 이리카스미[*])라고도 표기되어 있어, 한국의 고대 인명의 유추에 단서가 된다.
642년 막리지의 난을 일으켜 대막리지(大莫離支)를 신설하고 연개소문, 연남생, 연남건으로 세습되는 연씨정권(淵氏政權, 642년 ~ 668년) 26년간 무인정권을 세워 고구려 왕조의 실권을 맡았다.
淵蓋蘇文은 실제로 'ᄂᆞ리가소미' 또는 '어리가소미'라고 불렸으리라 추정할 수 있다. 고구려어 '淵'은 'ᄂᆞ리'였다는 견해와 '어리'였다는 견해가 있다. '蓋蘇文'은 '가소' + 받침 미음으로 이루어진 말로서, '가소' + 접사 '이'가 결합하여 '가쇠/개쇠'로 불린 것을 蓋金(개금)으로 옮긴 것으로 보인다. 
삼국사기의 기록에 따르면 외모가 웅장하고 기품이 있었으며 사략이라는 중국 역사책에는 키가 10척이었다고 한다.

## 생애

### 천리장성 축조 책임자
연개소문은 연태조의 아들로서 고구려가 멸망할 때 당에 투항하여 당의 관직을 받은 연남생의 묘지명 『천남생묘지명』(泉男生墓誌銘)에 따르면, 남생의 할아버지 즉 연개소문의 아버지는 태조(太祚), 할아버지는 자유(子遊)라고 이름이 기록되어 있으며, 두 사람 모두 고구려의 막리지(莫離支) 관직을 세습했다고 되어 있다. 《당서》에는 막리지를 「당의 병부상서(兵部尙書) 겸 중서령(中書令)」과 같다고 설명하고 있다.
《삼국사기》의 원전이 된 《구당서》와 《신당서》 고려전에는 연개소문이 동부대인(東部大人, 혹은 서부西部) 및 막리지를 지낸 아버지가 죽은 뒤 아버지의 자리를 오르려 하였으나 그의 품성이 좋지 않다는 이유로 사람들의 반대가 심하여, 그 자신이 직접 여러 사람들을 찾아다니며 애걸한 끝에 겨우 아버지의 자리를 세습할 수 있었다고 주장한다.
연개소문은 연태조의 후임으로 천리장성 축조 책임자 역할을 맡아 이를 계기로 장안성의 중앙정계에 발 들였다.

### 쿠데타
《삼국사기》에는 영류왕 14년(631년)에 고구려의 서쪽 국경에 천리장성(千里長城)을 쌓을 때, 왕은 연개소문으로 하여금 장성 축조를 감독하도록 했다. 영류왕과 대신들은 연개소문의 성품을 두려워하던 끝에 죽이려 모의했으나, 연개소문은 이것을 사전에 눈치를 채고 자신이 통솔하는 군 사열식에 대신 1백여 명(《일본서기》는 「이리거세사伊梨渠世斯 등 180여 명」)을 초대하여 모두 살해하고, 대궐로 쳐들어가 영류왕을 죽이는 쿠데타를 일으켰다. 그리고 영류왕의 조카였던 장(臧)을 새로운 왕으로 세우고 자신은 대막리지(大莫離支)가 되었다. 그의 쿠데타에 대해 도현신 작가는 《어메이징 한국사》(서해문집)에서 영류왕의 당나라에 대한 저자세 외교에 대한 반감이 원인인 사건으로 읽는다. 당나라 사신 진대덕은 수나라와의 전쟁에서 고구려가 이긴 사건을 기념하는 승전탑을 허물고, 전사자의 유골을 모아 장례를 치러서 민족감정을 자극하고, 고구려군에 잡힌 수나라 군사들을 만나며 고구려의 실정을 조사하였음에도 항의하거나 추방을 하지 않았다. 이를 보면서 연개소문이 상징하는 민족주의 성향의 군부에서 쿠데타를 일으켜 영류왕을 시해했을 것으로 본 것이다.

### 보장왕 옹립
연개소문이 보장왕을 옹립한 642년에 신라는 백제 의자왕의 공격으로 대야성을 잃고, 643년 고구려가 당항성(唐港城)을 공격했으며 석두성을 되찾았다 신라의 김춘추가 고구려에 백제 공격을 위한 군사를 요청하러 왔을 때 연개소문은 태대대로(太大對盧)로서 그를 영접하기도 했다(《삼국사기》 김유신전). 연개소문은 김춘추의 군사 요청을 수락하는 조건으로 신라가 지난날 빼앗아간 죽령과 조령 이북 땅을 돌려주면 군사 요청을 수락한다고 요구했고 이를 거부한 김춘추는 고구려의 감옥에 감금되었다가 「귀국하는 즉시 영토를 반환하겠다」는 거짓을 적은 편지를 보장왕에게 바치고서야 간신히 풀려났다.

### 대당 항쟁
보장왕 2년(643년) 3월에 연개소문은 당의 숙달(淑達) 등을 초청하고 《노자도덕경》을 들여오는 등 고구려에 도교를 수입하여 불교 세력의 견제를 꾀했고, 평양에 새로 용언성(龍堰城)을 쌓았다. 이 무렵 당에서는 연개소문이 일으킨 쿠데타에 대해 '신하로서 왕을 시해한 죄'를 물어 군사를 일으켜 고구려를 칠 계획을 모의하고 있었지만, 당 태종은 일단 고구려에 대해 우호적인 제스처를 취하면서 연개소문의 도사 파견 요청을 수락하는 한편 윤6월에 보장왕을 상국(柱國) 요동군왕(遼東郡王) 고려왕으로 책봉해 고구려왕으로서의 지위 계승을 공인해주기도 했다. 한편 고구려에서 군사를 얻는데 실패한 신라는 9월에 당에 사신을 보내 구원을 요청했고, 당은 보장왕 3년(644년) 사농승(司農丞) 상리현장(相里玄奬)을 보내 고구려에 신라 공격을 중지할 것을 요구했는데, 상리현장이 고구려에 도착했을 때 이미 연개소문은 신라를 공격해 두 개의 성을 차지한 상태였고(《삼국사기》) 보장왕의 명으로 소환된 그는 상리현장에게, 과거 수나라가 과거 고구려를 침략했을 때 신라가 그 틈을 노려 빼앗아간 고구려의 옛 영토 5백 리를 돌려줄 때까지 전쟁을 그만둘 수 없다며 당의 요구를 거절했다.

### 말년
보장왕 7년(650년) 6월, 연개소문의 도교 장려책에 반대해오던 반룡사(盤龍寺)의 보덕이 고구려를 떠나 백제의 완산(完山) 땅의 고대산(孤大山)으로 망명하였다.
보장왕 11년(654년) 겨울 10월에 고구려에서는 안고(安固)를 보내 말갈 군사와 합세하여 당의 조종을 받던 거란을 공격했으나 패하고, 12년(655년) 2월부터 당 고종은 고구려, 백제, 말갈 연합군의 협공을 받은 신라 김춘추의 구원 요청을 받아들인다는 명분으로, 영주도독 정명진(程名振)과 좌위중랑장 소정방을 보내 고구려를 공격하여 귀단수(貴端水)에서 고구려군 1천 명을 상대로 교전을 벌였고, 17년(658년) 여름 6월에 당의 영주도독 겸 동이도호(東夷都護) 정명진과 우령군중랑장 설인귀가 다시 고구려를 공격했다.
보장왕 17년(660년) 7월에 신라와 당의 연합군이 백제를 공격해 멸망시켰고, 고구려에서는 10월에 신라의 칠중성(七重城)을 공격하였으나 패하였다. 당은 11월부터 이듬해 1월까지 좌효위대장군 글필하력(契苾何力)과 좌무위대장군 소정방, 좌효위장군 유백영(劉伯英), 포주자사(蒲州刺史) 정명진(程名振) 그리고 홍려경(鴻臚卿) 소사업(蕭嗣業)을 보내 고구려를 치게 하였으며, 가을 8월에는 평양 방면으로 진군한 소정방이 고구려군을 패강에서 격파하여 마읍산(馬邑山)을 빼앗고 수도 평양 부근까지 접근하기도 했다. 연개소문은 9월, 아들 연남생을 압록강에 보내어 요동 방면의 공격을 맡고 있던 글필하력의 군대를 막게 했지만, 글필하력은 얼어붙은 압록강 위를 걸어 고구려군을 공격해 3만 명의 고구려군이 전사하고 연남생은 가까스로 죽음을 면하는 등의 참패를 겪었다. 하지만 글필하력은 직후 철륵족이 일으킨 반란으로, 부여 방면에서의 고구려 공격을 맡았던 소사업과 함께 철륵 진압에 투입된다.
이때의 전투에 관해 일본측 자료인 《일본서기》 사이메이 천황 7년(661년) 12월의 기록에, 고구려군이 당군의 침공을 격퇴하여 당군의 보루를 빼앗고, 두 곳만 남겨둔 채 밤에 야습할 계획을 세웠지만 당군 병사들이 웅크려 우는 소리에 마음이 약해져 차마 빼앗을 수가 없었다는 고구려측의 증언이 기록되어 있고, 《삼국사기》 김인문열전에도 패강에서 고구려군을 격파하고 평양을 포위한 소정방의 당군이 고구려의 공격으로 "군사와 말이 많이 죽거나 다쳤으며 군량을 조달받을 길도 끊어졌다(士馬多死傷, 糧道不繼)"는 기록을 남기고 있다(김인문은 소정방이 백제를 칠 때 당군에 있었고 그가 당으로 돌아갈 때에도 동행했으며, 661년에 신라로 귀국하여 김유신이 소정방에게 군량을 가져다주러 가는 길에 동행).
보장왕 19년(662년) 봄 2월(《삼국사기》는 정월), 옥저 방면의 고구려 공격을 맡았던 좌효위장군(左驍衛將軍) 백주자사(白州刺史) 방효태(龐孝泰)가 사수(蛇水) 강가에서 연개소문의 군대에 포위되어, 10만 명에 달하는 전군이 몰살당하고 방효태 자신도 13명의 아들과 함께 전사하였다(사수 전투). 평양을 포위했던 소정방도 2월 6일에 신라의 김유신이 이끄는 신라군이 수송해준 군량을 받고 폭설을 이유로 곧장 철수하였으며, 당의 고구려 공격은 실패로 끝났다.(고구려-당 전쟁 참조)
이후 연개소문은 665년에 사망하였으며 3년동안 전쟁이 없었다.

## 가계
현존하는 연개소문의 기록인 《삼국사기》 천개소문(연개소문) 열전은 모두 《당서》의 내용을 편집한 것으로, 중국 측에 의해 변조되거나 왜곡된 부분이 적지 않은 것으로 알려져 있다. 먼저, 연개소문의 성씨는 원래 연(淵)이지만 《구당서》와 《신당서》가 당 고조의 휘를 피해서 천(泉)으로 그의 성을 표기한 이후 연개소문의 아들과 손자에 이르기까지 모든 후손이 천(泉)씨로 표기된 바 있다. 18세기 조선의 사학자 안정복은 저서 《동사강목》 고이편에서 《삼국사기》 신라본기(新羅本紀)에 "고구려의 귀신(貴臣) 연정토(淵淨土)가 내항(來降)하였다."고 한 기록과 《통고(通攷)》에 "정토는 소문의 아우이다."라고 한 점을 들어 「천개소문」이 아닌 「연개소문」이며, 중국인들이 도연명(陶淵明)을 「천명(泉明)」으로 표기한 것과 마찬가지로 당 고조 이연(李淵)의 휘를 피하여 천(泉)자로 썼음을 밝혔다. 《삼국사기》 열전에서는 "스스로 '물 속에서 태어났다'며 사람들을 현혹시켰다(自云生水中以惑衆)"고 하였는데, 이것은 『천남생묘지명』에서 "멀리 계보를 살펴보면 본래 샘에서 나왔으니, 신께 의지해 복을 받았고 태어난 곳을 따라 족속의 이름을 붙였다(遠系出於泉, 旣托神以隤祉, 遂因生以命族)"고 찬미조로 적고 있는 것과는 대조적이다.
『천남생묘지명』과 『천남산묘지명』에는 연개소문의 아버지는 태조(太祚), 할아버지는 자유(子遊)로 모두 고구려에서 막리지를 역임하였으며, 묘지명은 그들의 임무를 중국 역사의 이윤(伊尹)과 곽광(霍光)에 빗대어 찬미하고 있다. 형제로 이름이 확인된 것은 연정토(淵淨土)가 유일하며, 민간전설에서 연개소정이라는 연개소문의 여동생이라는 인물이 지켰다는 청석관(靑石關) 유적이 중국의 요녕성(遼寧省) 개주시(蓋州市)에 남아있다. 중국의 《당서》와 한국의 《삼국사기》는 연개소문에게 연남생(淵男生)과 연남건(淵男建), 연남산(淵男産)의 세 아들이 있었다고 전하며, 연개소문 사후 형제간의 골육상쟁으로 연남생은 연남건과 연남산에게 쫓겨 국내성으로 달아났다가 다시 당으로 도망쳐 고구려 공격에 앞장서는 등, 고구려는 멸망의 길을 걸었다. 고구려에 남아있던 연남산은 보장왕 25년(668년) 고구려의 수도 평양성이 함락될 때 보장왕과 함께 항복했으며, 연남건은 평양성을 사수하다가 부하에게 배신당하여 성을 빼앗기고, 나당 연합군에게 붙잡혀 검주(黔州)로 유배되고 그곳에서 죽었다. 연남생은 고구려 멸망 뒤 당으로부터 우위대장군(右衛大將軍) 변국공(卞國公)을 제수받았고 요동대도독(遼東大都督) 현도군공(玄菟郡公)의 지위에 이르렀으며 의봉(儀鳳) 2년 677년 12월에 46세로 졸하였다. 연남산은 사재소경(司宰少卿)의 벼슬을 받았으며 701년에 죽었다.
| 연자유(淵子遊)     |                    |  |                |                |  |                |                |
|                    |                    |  |                |                |  |                |                |
|                    |                    |  |                |                |  |                |                |
| 연태조(淵太祚)     |                    |  |                |                |  |                |                |
|                    |                    |  |                |                |  |                |                |
|                    |                    |  |                |                |  |                |                |
| 연개소문(淵蓋蘇文) | 연개소문(淵蓋蘇文) |  | 연정토(淵淨土) | 연정토(淵淨土) |  |                |                |
|                    |                    |  |                |                |  |                |                |
|                    |                    |  |                |                |  |                |                |
| 연남생(淵男生)     | 연남생(淵男生)     |  | 연남건(淵男建) | 연남건(淵男建) |  | 연남산(淵男産) | 연남산(淵男産) |
|                    |                    |  |                |                |  |                |                |
|                    |                    |  |                |                |  |                |                |
| 연헌충(淵獻忠)     | 연헌충(淵獻忠)     |  | 연헌성(淵獻誠) | 연헌성(淵獻誠) |  |                |                |
|                    |                    |  |                |                |  |                |                |
|                    |                    |  |                |                |  |                |                |
| 연현은(淵玄隱)     | 연현은(淵玄隱)     |  | 연현일(淵玄逸) | 연현일(淵玄逸) |  | 연현정(淵玄靜) | 연현정(淵玄靜) |
|                    |                    |  |                |                |  |                |                |
|                    |                    |  |                |                |  |                |                |
| 연비(淵毖)         |                    |  |                |                |  |                |                |

## 인물
전통적으로 연개소문에 대한 평가는 '왕을 죽이고 전횡을 일삼아 나라를 기울게 한 역신(逆臣)'이라는 부정적인 평가가 대부분이었다. 고구려와 적대했으며 고구려를 멸망시킨 당사자인 중국에 의해 기록된 연개소문 관련 기록은 연개소문에 대해서 잔인하고 거만하며 흉폭했다는 단어를 써가며 연개소문의 부정적인 이미지를 만들어냈다. 유교적 입장에서 서술된 《당서》와 그것을 전재한 《삼국사기》의 천개소문전은 그가 "백여 명에 달하는 대신들을 죽이고, 대궐로 쳐들어가 왕을 시해하고 그 시체를 토막내어 시궁창에 버렸다", "귀족이나 무관을 엎드리게 한 후 말을 오르내렸다"는 등 그의 교만하고 난폭한 모습들을 기술하였고, "바른 도리로 나라를 받들지 못하였고, 잔인하고 포악하여 스스로 아무 거리낌없이 행동하면서 대역죄를 짓기에 이르렀다", "왕을 시해한 역적으로서 몸을 보전해 집에서 죽은 것은 운이 좋았다고 할 수 있다"고 비판하였다.
하지만 동시에 "생김새는 웅위하였고 의기가 호방하였다(儀表雄偉意氣豪逸)"고 전하는 한편으로 송의 신종(神宗)과 왕개보의 문답 가운데 태종이 고구려를 정벌하지 못한 이유를 묻는 신종에게 “개소문이 비상한 인물이었기 때문”이라고 대답한 왕안석의 발언을 들어 연개소문을 재사(才士)였다고 평가하기도 한다(다만 조선 초의 최보는 《동국통감》에서 이러한 왕개보와 김부식의 의론에 대해서 "춘추春秋의 대의를 모른 말"이라며 비판하였다). 일본측 자료인 《도지 가전(藤氏家傳)》에는 661년 백제 부흥 운동을 지휘하던 나카노오에(中大兄)의 입을 통해 「전해 들으니 대당(大唐)에는 위징, 고려(고구려)에는 개금(연개소문), 백제에는 선중(善仲, 성충), 신라에는 유순(有淳, 김유신)이 있어, 각기 그 나라를 맡아 이름을 만리까지 떨쳤으니 이는 모두가 그 땅의 준걸(俊傑)로서 지략이 보통 사람을 넘었다 한다.」 고 말하는 기술이 있어(이것은 물론 《도지 가전》의 주인공인 후지와라노 가마타리를 찬양하기 위한 수식의 하나이다), 《도지 가전》이 성립된 나라 시대까지 일본내에서 연개소문은 백제의 선중(성충)이나 신라의 유돈(김유신)은 물론, 중국뿐 아니라 한국과 일본에까지 「명신(名臣)」으로 알려진 위징에까지 비견될 정도의 「준걸」로서 인식되고 있었음을 짐작할 수 있다.
《삼국유사》는 그가 원래 수나라의 비장이었던 양명(羊明)이라는 자의 환생으로, 《고려고기(高麗古記)》라는 책을 인용하여, 수(隋)가 고구려를 칠 때 군중에서 죽었던 양명이 죽기 전에 "고구려의 총신(寵臣)으로 환생하여 반드시 고구려를 멸망시키겠다"고 맹세하고 죽었고, 맹세한 대로 환생한 것이 바로 연개소문으로, 당에서 도사들을 끌어들여 고구려 산천의 지맥을 약화시키고 절을 빼앗아 도관으로 개조하면서 천리장성과 같은 부역을 일으켜 고구려의 국력을 약화시키고 고구려를 멸망에 이르게 했다는 일화를 적고 있는데, 연개소문이 정책적으로 도교를 수용하면서 불교를 상대적으로 멀리한 것에 대한 불교 세력의 왜곡으로 여겨진다.
조선 시대에 들어와서도 이러한 경향은 변하지 않았고, 드물게 "안시성 하나로 천하의 대병에 맞서낸"(홍식洪湜), "적수가 없는 효웅"(홍서봉) 등의 평가가 있을 뿐이었다. 유교 사상의 지배를 받던 조선 시대까지 왕을 죽이고 나라를 망친 인물로 평가받던 연개소문의 평가가 전혀 다른 각도에서 재해석된 것은 민족의 자주정신이 요구되던 20세기였다. 독립운동가이자 사학자였던 단재 신채호는 《조선상고사》에서 연개소문을 위대한 혁명가로 평가했고, 박은식은 〈천개소문전〉에서 독립자주의 정신과 대외경쟁의 담략을 지닌 우리 역사상 일인자로 평가했다.

## 전설

### 강화도 전설
한국의 《강도지(江都誌)》(1932년)에는 연개소문이 강화도에서 태어났다는 전승을 수록하고 있다. 이 책은 16세기부터 19세기까지 저술된 강화도 관련 향토지 6종을 모아 발간한 것인데, 강화도의 고려산 북쪽에 위치한 시루미산에서 연개소문이 태어났으며 시루봉 중턱에 연개소문이 살던 집터가 있었고, 연개소문이 말을 달렸다는 치마대(馳馬臺), 말에게 물을 먹였다는 오련정(五蓮井) 등의 지명에 대한 전승이 《강도지》에는 수록되어 전한다. 1993년에 《강도지》의 내용에 근거하여 하점면 지석묘 앞의 고인돌 공원에 『고구려 대막리지 연개소문의 유적지』라고 새긴 비석이 세워지기도 했다. 하지만 현재까지 해당 지역에 대한 구체적인 조사는 이루어지지 않은 상태이다.

### 중원염탐설
당의 전기소설 가운데 하나인 《규염객전(虯髥客傳)》은 저자가 장설(張說) 혹은 두광정(杜光庭)이라는 설이 있는데, 당나라 초기를 배경으로 당 태종의 군사 고문이자 《이위공문대》의 저자로도 알려진 이정(李靖)과 홍불녀(紅拂女) 그리고 규염객(虯髥客)이라는 사내, 세 사람의 주인공이 등장한다. 작품은 《도장(道藏)》 공자(恭字)의 〈신선감우록(神仙感遇傳)〉과 송의 《태평광기(太平廣記)》권193, 명의 고원정(顧元慶)의 《고씨문방소설(顧氏文房小說)》, 루쉰(魯迅)의 《당송전기집(唐宋傳奇集)》에 각각 수록되어 있다. 전국 각지에 번진 세력이 할거하고 전국 각지에서 전란이 빈번했던 만당(晩唐)의 시대상황을 반영하고 있는 이 작품은 널리 퍼지는 과정에서 부분적으로 증보 내지 윤색되었을 것으로 추정되는데, 명의 잡극 《규염옹(虯髥翁)》과 장봉익(張鳳翼)의 전기소설 《홍불기(紅拂記)》 등의 원작이 되었으며 중국의 소설가 김용은 《규염객전》을 '무협의 원형’이라고 평가하였다.
《규염객전》의 내용은 대략 다음과 같다. 수 말엽 장중견(張仲堅)이라는 사람의 수염이 규룡(虯龍)을 닮았다 해서 규염객이라 불렸는데, 웅대한 재주와 지략이 있었던 그는 수 말기의 혼란한 시대에 천하를 장악하고자 하였는데, 마침 홍불이란 기생을 이끌고 영석(靈石) 지방을 지나던 이정과 만나, 이정과 함께 태원(太原)에 갔다가 훗날 당 태종으로 즉위하게 되는 이세민을 만나게 되고, 그가 영주(英主)가 될 것을 알고는 천하를 차지할 계획을 단념하고 대신 자기의 집과 재산을 이정에게 주면서, “앞으로 10년 뒤에 동남쪽 수천 리 밖에서 이상한 일이 생길 것이니, 그때가 바로 내가 뜻을 이루는 때일 것이다.” 라는 말을 남기고 홀연히 떠나버렸다. 그 뒤 정관(貞觀) 연간에 부여 땅에서 어떤 사람이 그 나라의 왕을 죽이고 자립하여 왕이 되었고 나라를 안정시켰다는 소식을 듣게 된 이정은 그 사람이 다름아닌 규염객임을 알고, 홍불과 함께 동남쪽을 향하여 술을 뿌리며 축하하였다. 사람들은 이정이 지은 《이위공문대》 속의 병볍은 대부분 규염객이 가르쳐준 것이었다고 전했다고 한다.
18세기 조선의 실학자였던 이덕무와 홍대용은 소설 《규염객전》 속의 등장인물 규염객은 바로 연개소문이라고 지적하였는데, 20세기 초 단재 신채호는 이 《규염객전》과 함께 《갓쉰동전》이라는 지금은 전해지지 않는 한국의 고소설(古小說)을 서로 분석하여, 규염과 갓쉰동은 마찬가지로 연개소문이라는 인물을 모티브로 한 것이고, 연개소문이 젊어서 중국 대륙을 염탐했던 흔적이라고 주장하였다. 《갓쉰동전》의 주인공인 '갓쉰동'은 연개소문의 이름 '개소문(蓋蘇文)'을 중국 발음으로 '카이쑤원'이라고 읽는 것을 거꾸로 한국어로 음사하여 개(蓋)를 ‘갓’으로 소문(蘇文)은 ‘쉰’으로 읽은 것으로 《갓쉰동전》은 연개소문의 이야기를 가지고 쓴 소설이라는 것이 단재의 주장이다. 《갓쉰동전》의 존재는 현재까지 그 실체가 확인되지 않고 있다.

### 북경진출설
단재 신채호에 따르면, 지금의 중국 베이징(北京)의 조양문 바깥 7리 지역을 비롯해 산하이관(山海關)부터 베이징까지 '황량대(謊糧臺)'라는 이름의 유적이 10여 곳이 남아 있는데, 현지에서는 당 태종이 고구려군의 내습에 대비해 모래를 잔뜩 쌓아 군량창고처럼 보이게 해놓고 고구려군이 오면 공격하던 곳이라는 전설을 전하고 있다. 이 황량대가 베이징 근교까지 걸쳐 있는 것은 연개소문이 베이징까지 당 태종을 추격한 증거라고 단재 신채호는 주장하였다. 또한 요동 지역을 벗어나 산동이나 직예 등지에 '고려'라는 지명이 남아있으며, 베이징 정안문 바깥에 위치한 '고려영(高麗營)'이라고도 불리는 '고려진(高麗鎭)', 하북성 하간현 서북쪽 '고려성(高麗城)' 등의 지역을 단재 신채호는 연개소문이 점령했던 지역이라고 주장하였다. 이들 '고려진'과 '고려영'이라는 행정구역명은 오늘날까지 베이징 북부 지역에 남아있다.

## 같이 보기
- 한국의 역사
- 삼국 시대

## 참고 문헌
- 김용만 《새로 쓰는 연개소문전》 바다출판사, 2003년

## 대중 문화속에 나타나는 연개소문
- 《삼국기》(KBS, 1992년~1993년, 배우:조경환)
- 《연개소문》(SBS, 2006년~2007년, 배우:유동근, 이태곤, 은원재)
- 《대조영》(KBS, 2006년~2007년, 배우:김진태)
- 《계백》(MBC, 2011년~2011년, 배우:고인범)
- 《대왕의 꿈》(KBS, 2012년~2013년, 배우:최동준)
- 《칼과 꽃》(KBS, 2013년, 배우:최민수)
- 《한국사기》(KBS, 2017년~2017년, 배우:구중림)

### 영화
- 《황산벌》(2003년, 배우 : 이원종)
- 《평양성》(2011년, 배우 : 이원종)
- 《안시성》(2017년, 배우 : 유오성)

### 소설
- 김성한 「요하(遼河)」 동아일보, 1968년
- 강무학 「연개소문」(전2권) 문예춘추사, 1984년
- 유현종 「연개소문」(전7권) 행림출판사, 1986년~1992년
- 최인호 「잃어버린 왕국」(전5권) 우석출판사, 1986년
- 이남교 「삼국기」(전2권) 고려원, 1992년
- 김정산 「삼국의 혼」(전4권) 고도컨설팅그룹출판부, 1998년
- 김정산 「삼한지」(전10권) 중앙M&B, 2003년~2004년
- 김태영 「한단고기」(상하권) 유림, 2003년
- 박혁문 「연개소문」(전6권) 중명, 2003년~2006년
- 이언호 「연개소문」 큰방, 2003년
- 김종철 「천년전쟁」(전2권) 삶과꿈, 2004년
- 정수인 「고구려」(전7권) 새움, 2005년
- 김영진 「연개소문」 신성문화사, 2006년
- 명건영 「안시성」 한솜미디어, 2006년
- 임동주 「우리나라 삼국지」(제9권 '연개소문') 마야, 2006년
- 정지아 「고구려 국선랑 을지소」(전2권) 랜덤하우스코리아, 2009년
- 황원갑 「연수영」 바움, 2010년
- 배상열 「고구려의 섬」(상하권) 황금책방, 2012년

### 판타지소설
- 오수영 「제국의 꿈」(전2권) 반디출판사, 2004년
- 여설하 「아, 고구려」 리얼판타, 2004년
- 태제 「ReBirth(리버스) 연개소문」(전8권) 소드북(랜덤하우스중앙), 2006년
- 서림 「칼텐버그의 영주」(전4권) 마루&마야, 2012년
- 풍아저씨 「신 고구려전기」(전13권) JC미디어, 2021년

### 만화
- 박성우 「천랑열전」(전13권) 서울문화사, 1997년

## 참고 자료
- 이 문서에는 다음커뮤니케이션(현 카카오)에서 GFDL 또는 CC-SA 라이선스로 배포한 글로벌 세계대백과사전의 내용을 기초로 작성된 글이 포함되어 있습니다.